# Cumming, Georgia
Cumming är en stad (city) i Forsyth County, i delstaten Georgia, USA. Enligt United States Census Bureau har staden en folkmängd på 5 608 invånare (2011) och en landarea på 15,8 km². Cumming är huvudort i Forsyth County.